# Sofiakatedralen, Kiev
Sofiakatedralen (ukrainska: Собор Святої Софії/Sobor Svjatoji Sofiji, eller Софійський собор/Sofijskyj sobor; ryska: Собор Святой Софии/Sobor Svjatoj Sofii, eller Софийский собор/Sofijskij sobor) är en ukrainsk-ortodox katedral belägen i Kiev i Ukraina. Katedralens namn är hämtat från katedralen Hagia Sofia i Istanbul i Turkiet.

## Historia
Grunden till Sofiakatedralen lades 1037 av storfurst Jaroslav I av Kiev och hans maka, den svenskfödda Ingegerd Olofsdotter.
1934 konfiskerades katedralen av den sovjetiska staten och gjordes om till ett arkitektoniskt och historiskt museum, tillsammans med de omgivande klosterbyggnaderna från 1600-talet och 1700-talet.
1990 blev katedralen, tillsammans med Petjerskaklostrets byggnader, Ukrainas första objekt på Unescos världsarvslista.

## Katedralen

### Exteriör
Exteriören var ursprungligen täckt av tegel. Sitt nuvarande utseende, i ukrainsk barockstil, fick katedralen efter en ombyggnad som påbörjades i slutet av 1600-talet och var färdig 1707. 
Katedralen är 55 meter lång och 37 meter bred. Den har fem nav, fem absider och, överraskande nog för att vara en bysantinsk byggnad, tretton kupoler. Tvåradiga gallerier omger byggnaden på tre av dess sidor.

### Interiör
Inne i katedralen finns välbevarade mosaiker och fresker från 1000-talet.

## Bilder

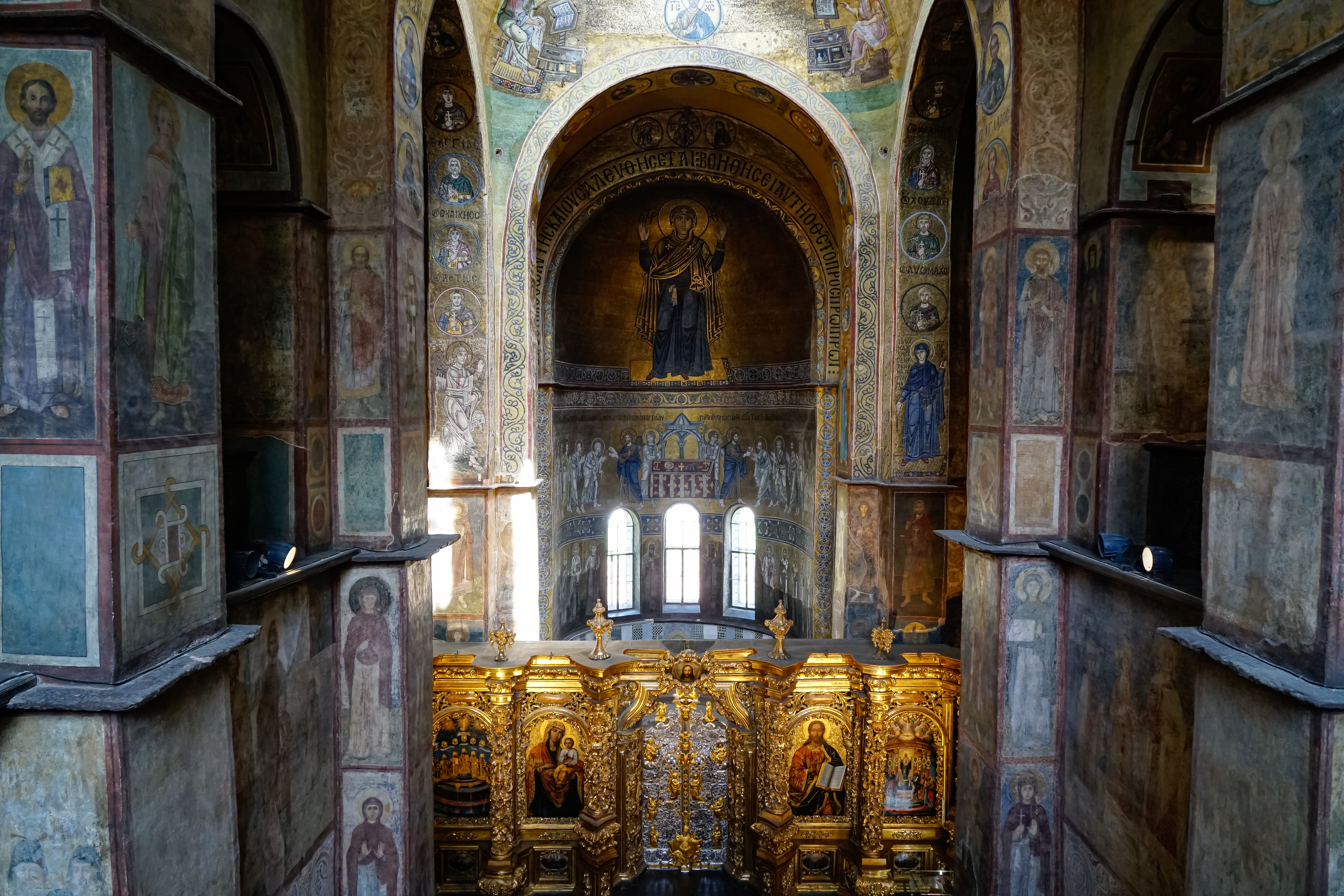
Interiör och ikonostasen.
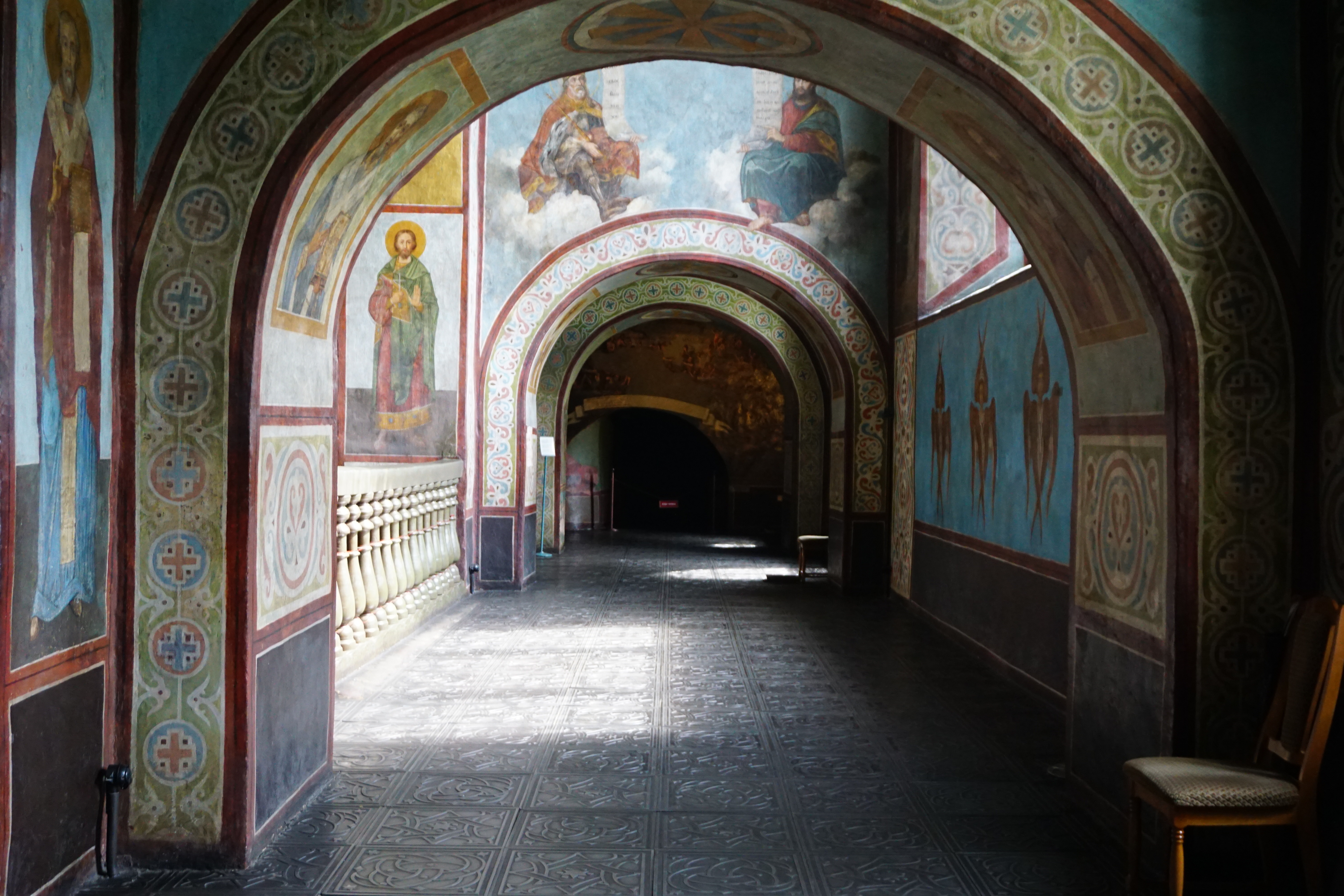
Interiör.
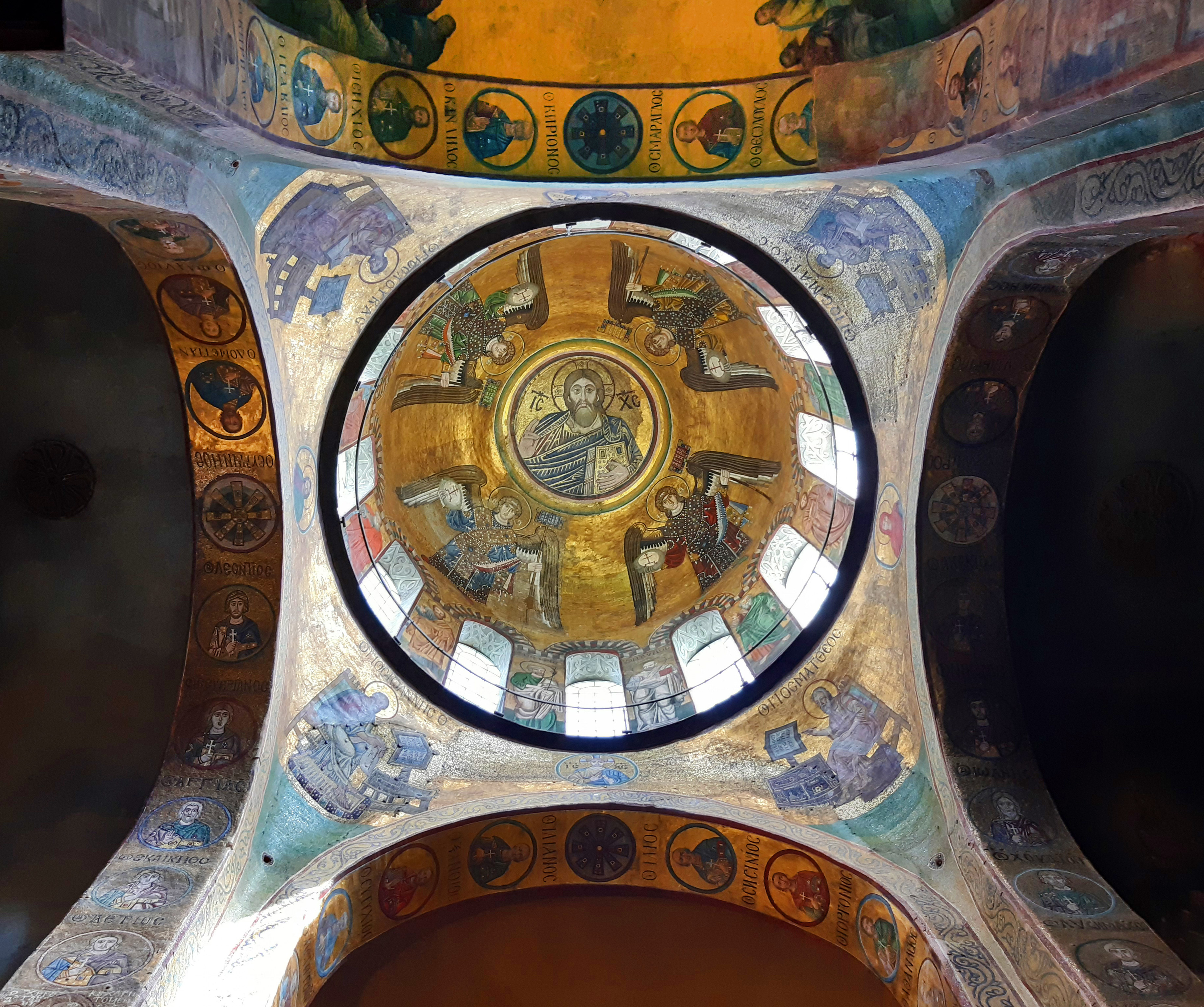
Mosaiker.